# Hyalogryllacris gemina
Hyalogryllacris gemina är en insektsart som först beskrevs av Brunner von Wattenwyl 1888.  Hyalogryllacris gemina ingår i släktet Hyalogryllacris och familjen Gryllacrididae.

## Underarter
Arten delas in i följande underarter:
- H. g. major
- H. g. gemina